# Nueva Imperial
Nueva Imperial è un comune del Cile della provincia di Cautín nella Regione dell'Araucanía. Al censimento del 2002 possedeva una popolazione di 40.059 abitanti.
Dopo il censimento del 2002 venne creato il comune di Cholchol nella parte settentrionale del territorio di Nueva Imperial.

## Società

### Evoluzione demografica
| Censimento del 1992 | Censimento del 2002 |
| 36.878 ab.          | 40.059 ab.          |